# Batzella friabilis
Batzella friabilis är en svampdjursart som beskrevs av Gustavo Pulitzer-Finali 1982. Batzella friabilis ingår i släktet Batzella och familjen Chondropsidae.
Artens utbredningsområde är havet kring Australien. Inga underarter finns listade i Catalogue of Life.